# Церковь Святого Франциска (Ланчано)
Церковь Святого Франциска (итал. Chiesa di San Francesco) — церковь в архиепархии Ланчано-Ортона Римско-католической церкви в городе Ланчано, в провинции Кьети, в регионе Абруццо, в Италии.
Храм является санктуарием Евхаристического чуда и некогда был приписан к монастырю Святого Франциска, принадлежавшему Ордену Братьев Меньших Конвентуальных. Ныне в здании монастыря располагается музей Евхаристического чуда.

## История
Церковь Святого Франциска в Ланчано была построена в готическом стиле в 1252 – 1258 годах на месте существовавшей с VII века церкви Святого Легонциана, в которой в том же VII веке имело место знаменитое Евхаристическое чудо. Старая церковь и монастырь василиан были разрушены во время землетрясения. Сохранившиеся части стен и фундамента находятся под колокольней и ризницей нового храма.
Инициаторами возведения храма были монахи, францисканцы-конвентуалы, которые 3 апреля 1252 года получили эти земли в дар от Ландольфо Караччоло, епископа Кьети. Факт дарения был подтвержден Папой Иннокентием IV. Строительство церкви длилось с 1252 по 1258 (1260) год. Рядом францисканцы построили свой монастырь. Таким образом, церковь Святого Франциска в Ланчано стала одной из первых монастырских церквей Абруццо. До середины XIV века храм продолжал называться церковью Святого Легонциана.
В XV веке рядом с храмом была возведена высокая многоступенчатая колокольня с аркатами и двухарочными окнами и полукруглым куполом, покрытым цветной черепицей.
Между 1730 и 1745 годами интерьер храма был перестроен в стиле барокко. Неф был расширен, потолок поднят. Из первых шести капелл сегодня сохранились только две, расположенные рядом с пресвитерием.
После реставрационных работ по случаю юбилейного 2000 года внутреннему убранству церкви было возвращено великолепие XVIII века.

## Описание
Храм представляет собой широкий и высокий неф с деревянными фермами, без трансепта и хоров.
Простой прямоугольный фасад церкви с каменной кладкой в стиле средневековой Бургундии, украшен великолепным огивальным порталом. Верхняя часть фасада была восстановлена, после разрушительного землетрясения в первой половине XVIII века. При восстановлении часть материала была взята из капеллы Святого Ангела.
Интерьер выдержан в стиле барокко. Стены и высокие своды нефа украшены фресками второй половины XVIII века кисти Теодоро Донато. В храме есть картины с изображением Богоматери (Мадонна делле Грацие, Мадонна дель Розарио) и святых (Антоний Падуанский). С 1902 года в монументальном мраморном главном алтаре в сосудах, выполненных в 1713 году, хранится Евхаристическое чудо – Плоть в серебряной чеканной дарохранительнице, Кровь – в богато украшенном старинном кубке из горного хрусталя.
Достопримечательностью храма являются богато украшенный резьбой орган, деревянная (из грецкого ореха) кафедра работы Модесто Сальвини, подаренная санктуарию Папой Климентом XIV, и большое деревянное Распятие XVIII века.

## Галерея

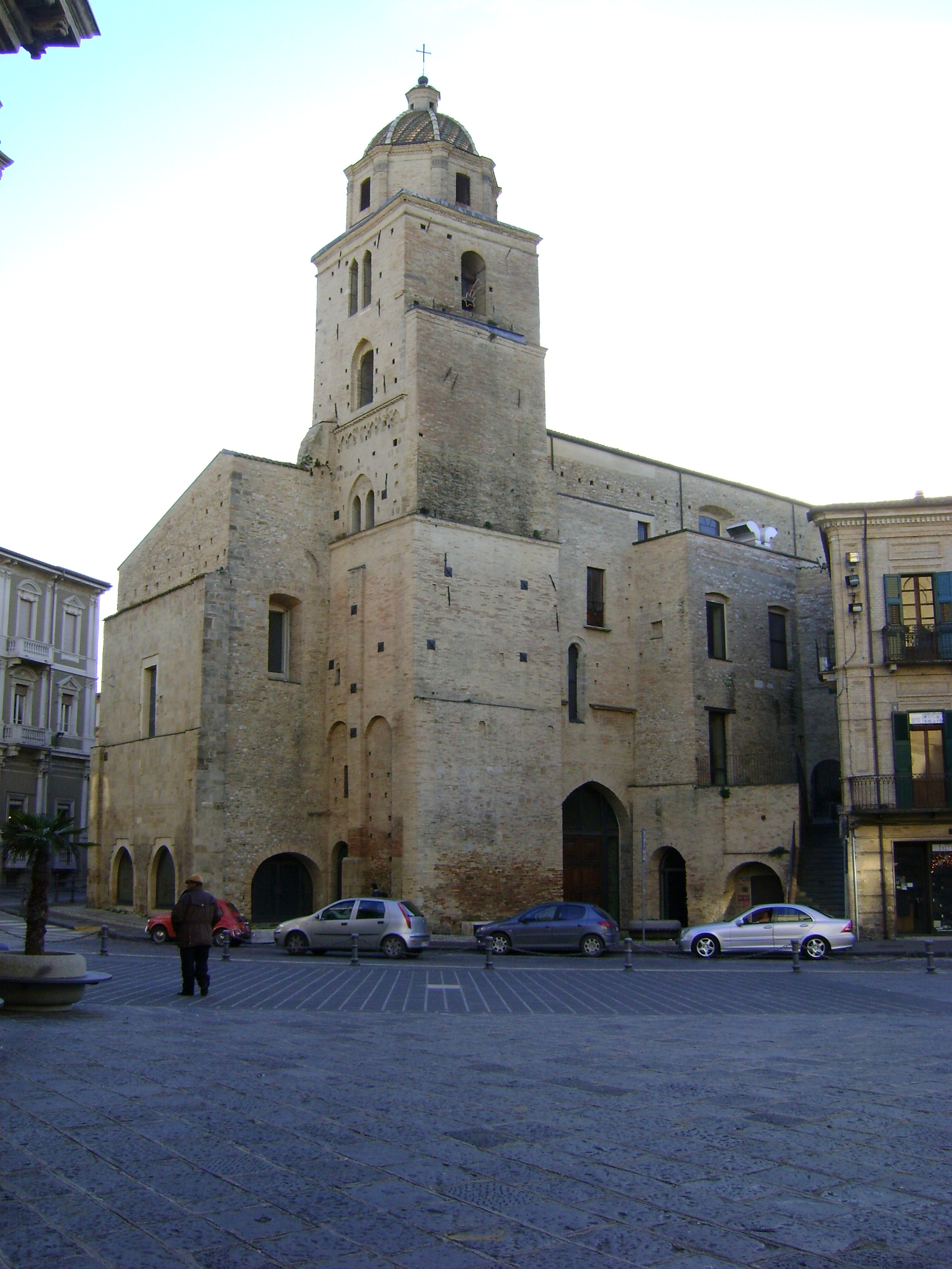
Колокольня
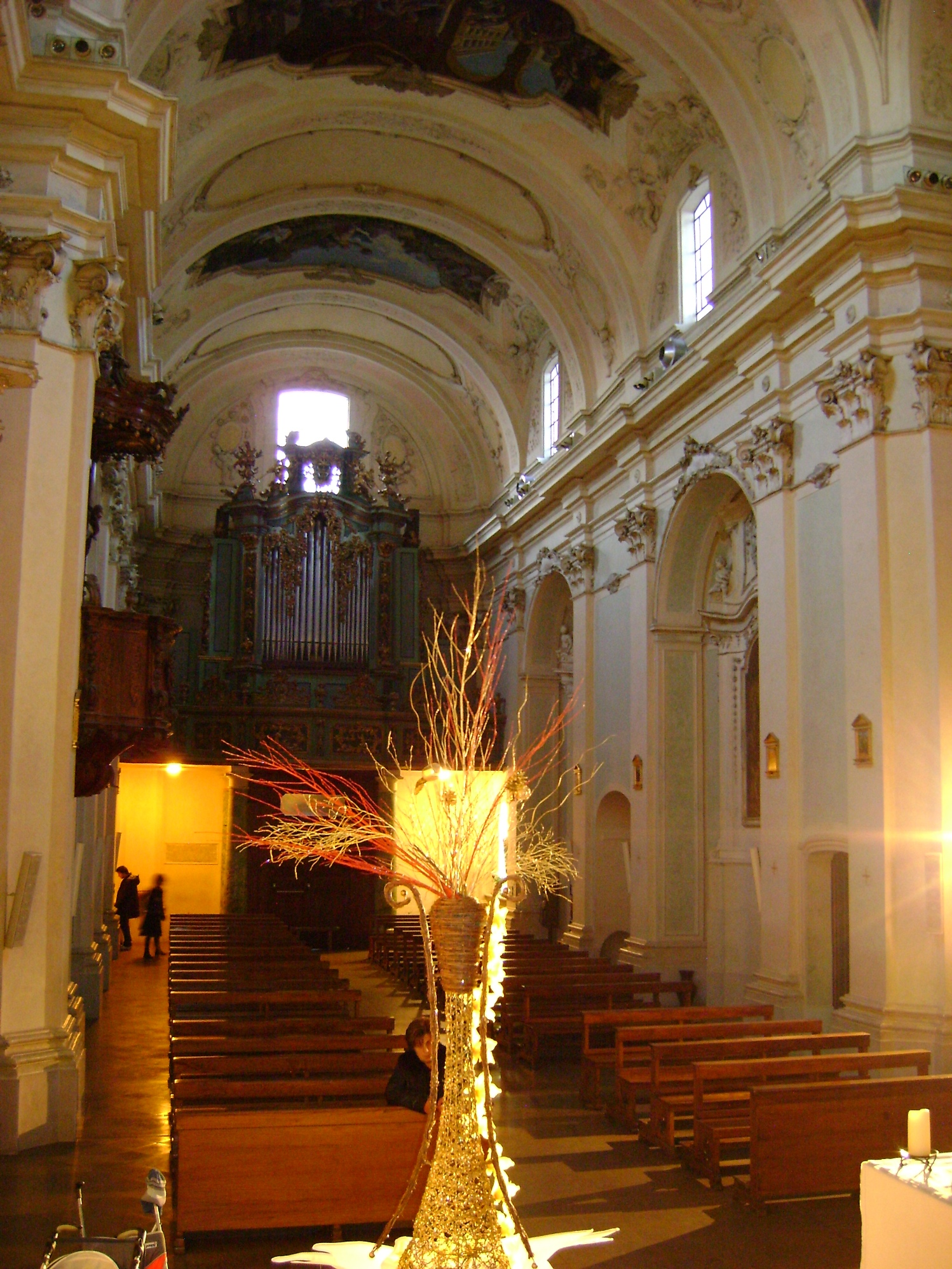
Интерьер
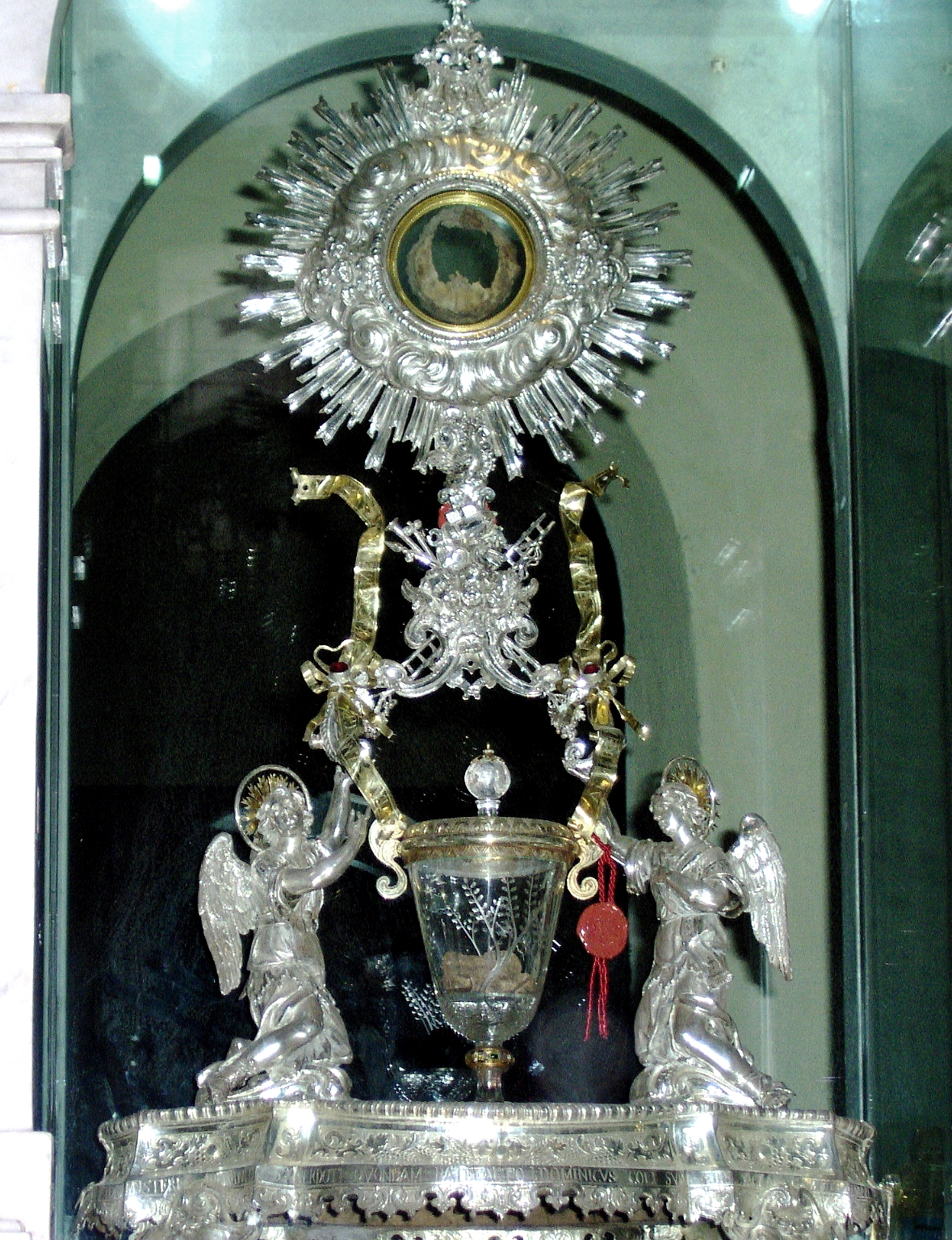
Евхаристическое чудо